# Eric Winter
Eric Barrett Winter, född 17 juli 1976 i La Mirada, Kalifornien, men uppvuxen i La Puente, Kalifornien, är en amerikansk skådespelare. Han har varit med i serier som Våra bästa år (där han spelar Rex Brady), Brothers & Sisters och The Rookie.

## Karriär
Eric Winter har varit modell och medverkat i reklamkampanjer för bland annat Tommy Hilfiger och Britney Spears parfym Curious. 
Winter spelade rollen som Rex Brady i såpoperan Våra bästa år mellan 2002 och 2006. Han medverkade också  i filmerna Harold & Kumar Escape from Guantanamo Bay (2008) och The Ugly Truth (2009). 
Mellan 2010 och 2012 spelade Winter rollen som FBI-agenten Craig O'Laughlin i tv-serien The Mentalist. 2013-2014 medverkade han i tv-serien Witches of East End på Lifetime. Serien lades ner år 2014 efter två säsonger. Sedan 2018 har han en av huvudrollerna (Tim Bradford) i dramaserien The Rookie.
Winter har skrivit en barnbok tillsammans med sin fru, Roselyn Sánchez. Sebi and the Land of Cha Cha Cha  som gavs ut 2017 är inspirerad av parets dotter och handlar om en liten flicka som vill lära sig latinodans.

## Privatliv
Eric Winter är gift med Roselyn Sánchez sedan 2008. Paret har två barn; Sebella, född 2012 och Dylan, född 2017. Familjen är bosatt i Los Angeles i USA. 